# 深谷上杉家
深谷上杉家（羅馬字：Fukayauesugike）是室町時代在關東地方割據的上杉氏諸家之一。山內上杉家上杉憲顯的實子上杉憲英改名為廳鼻和上杉，由憲英的曾孫房憲開始稱「深谷上杉」。憲英、憲光父子被幕府授予奥州管領。
與扇谷上杉家一同在武藏國割據，但是上杉朝定在敗給北條氏康後滅亡，後北條氏的勢力延伸至武藏，由憲英開始後7代‧憲盛一代時降伏於後北條氏。以後就處於後北條氏之下，但是後北條氏在小田原征伐戰敗後，所領被豐臣秀吉奪去。庶流有深谷氏、小久保氏、久下氏、市田氏。代表的家臣有岡谷氏、秋元氏、井草氏、上原氏等。

## 歷代當主
- 上杉憲英
- 上杉憲光
- 上杉憲信
- 上杉房憲
- 上杉憲清
- 上杉憲賢
- 上杉憲盛
- 上杉氏憲
- 上杉憲俊

## 外部連結
- 日本の苗字七千傑